# Штютцит
Штютци́т (нем. Stützite от имени собственного, англ. stuetzite) также теллуристое серебро — редкий гидротермальный минерал, теллурид серебра с переменной формулой, в разное время изображавшейся как: Ag4Te; Ag35Te20 и ещё несколькими вариантами, в итоге, сведёнными к общему виду: Ag5−xTe3 (где x находится в диапазоне от 0.24 до 0.36), идеальная формула: Ag7Te4..
Штютцит встречается с другими сульфидными и теллуридными минералами в гидротермальных рудопроявлениях. Сопутствующие и ассоциирующие минералы, прежде всего, из числа теллуридов золота-серебра: сильванит, гессит, нагиагит, алтаит, петцит, эмпрессит, самородный теллур, самородное золото,; кроме того, также галенит, сфалерит, колузит, теннантит и пирит. Среди аналогичных химических соединений штютциту условно соответствует трителлурид пентасеребра, кристаллическое соединение серебра и теллура с формулой Ag5Te3.

## История открытия и название
Минерал был открыт, описан и получил современное название достаточно поздно. Это произошло в 1951 году, причём, определение происходило не из новых поступлений, а — по старому музейному образцу минерала из рудника Сакарамбе (северная Румыния), поступившему в коллекцию и описанному ещё в 1878 году австрийским минералогом Альбрехтом Шрауфом. Именно по этой причине в некоторых источниках можно встретить утверждение, что штютцит был описан Шрауфом в 1878 году:76. На первый взгляд, фактически верное, тем не менее, оно не учитывает одной формальной детали, имеющей в науке решающее значение: Шрауф в своей работе не только не называл этот образец «штютцитом», но и вовсе не присвоил ему какого-либо названия. Кроме того, его описание не было признано научным сообществом и принято как часть минералогической номенклатуры. В итоге, архивное открытие Шрауфа осталось ожидать своего времени на три четверти века.
Своё современное название, официально принятое в 1951 году, штютцит (нем. Stützite) получил в честь известного австрийского минералога Андреаса Ксавье Штютца (1747-1806), бывшего директора Минерального кабинета (Музея естественной истории) в Вене. Сам образец был доставлен из месторождения Нагиак (ныне Сэкэрымб), горы Металлиферри, около Дева, Румыния.
Во второй половине XX века неоднократно предпринимались попытки ревизовать реальное существование штютцита. Так, в 1950-е годы авторитетный минералог Дж. Томпсон неоднократно высказывал предположение, что на самом деле реального соединения с формулой Ag4Te (таким образом тогда чаще всего представлялась его формула) не существует. А в Национальном музее США под экспозиционным минералом с этикеткой «штютцит» вообще выступал образец бурнонита.:24
В середине 1960-х в советской минералогии на краткое время также возобладала точка зрения, согласно которой штютцит представлял собой диагностическую ошибку и не существовал в природе. В разных вариантах его объявляли либо смесью гессита и серебра,:637 либо синонимом эмпрессита.:823 Изучение минерала советскими геохимиками осложнялось тем фактом, что на тот момент штютцит (как таковой) на территории СССР обнаружен не был,:52 и немногие образцы минерала были импортными, вероятно, также не отличаясь стопроцентной точностью определения.
Равным образом, и в западной минералогии долгое время не существовало единого мнения на сей счёт и царила серьёзная путаница. Так, по мнению американского минералога Русселя М. Хони (англ. Russel M. Honea), серьёзно занимавшегося этой темой в начале 1960-х годов, дело обстояло в точности наоборот. Множественные образцы теллурида серебра из месторождений Калгурли, Ред Клауд, Голд Хил и Ватукула представляли собой, очевидно, штютцит; а в качестве эмпрессита они были первоначально определены ошибочно.:73

## Характеристика минерала

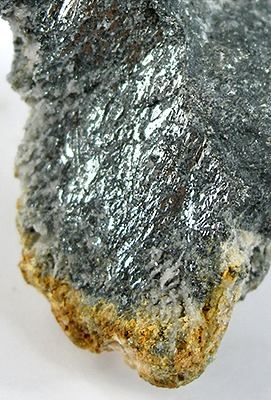
Штютцит (Сонора, Мексика)

Штютцит представляет собой редкий гидротермальный минерал класса теллуридов, встречающийся в небольших образцах вместе с другими теллуридами золота и серебра. Спайности не имеет, хрупок, излом полураковистый, твёрдость в пределах 3-3,5. Измеренный удельный вес составляет 7,61, вычисленный — 7,51,:76 в зависимости от числа и вида примесей разности могут иметь удельный вес до 8. Цвет минерала свинцово-серый, иногда с бронзово-коричневым оттенком, в окисленных поверхностях иризирует и переливается. Блеск штютцита металлический, на свежем изломе яркий, черта серовато-чёрная, легко и хорошо полируется. Из близких минералов более всего похож на петцит.:76
Отражательная способность штютцита выше, чем у галенита, в ассоциации с которым он нередко встречается. Очень часто в штютците присутствуют включения порошковатого субмикроскопического материала, вероятно, самородного теллура.:75
Ещё один очень близкий к штютциту минерал — эмпрессит, который при нагревании уже при температуре 210° разлагается на штютцит и теллур. По внешним макроскопическим свойствам эмпрессит сходен с петцитом, по оптическим свойствам с гесситом и штютцитом. От штютцита отличается более низкой отражательной способностью (меньшим блеском). Согласно данным Русселя Хони, эмпрессит и штютцит надёжнее всего различаются между собой по рентгенограммам.:72 По данным экспериментальных исследований того же Хони, штютцит более неустойчив, и не может находиться в равновесии с гесситом или самородным теллуром.:76
В середине 1960-х годов неоднократно совершались попытки прямым или косвенным образом более точно установить структуру минерала и проверить его формулу, таким образом, подтвердив или опровергнув реальность существования штютцита как отдельного минерала. Одним из таких способов стали многочисленные лабораторные пробы по воссозданию как самого штютцита, так и его кристаллической структуры. Однако результаты тестирования ничего не смогли подтвердить или опровергнуть. Попытки синтезировать минерал штютцит привели к образованию гессита — Ag2Te с избытком не вступившего в реакцию серебра в остатке.:24

## Условия образования
Штютцит (Ag5-xTe3) весьма редкий минерал из числа простых теллуридов. Тем не менее, среди своего класса теллуридов золота-серебра он входит в верхнюю группу более распространённых в природе, замыкая первую шестёрку рудных минералов, состоящую из гессита, калаверита, креннерита, сильванита и петцита.:106
В последовательности отложения метаморфических минералов системы Au-Ag-Te штютцит соответствует одной из линий развития, когда самородный теллур с сильванитом и иногда гесситом (штютцитом) или эмпресситом сменяется калаверитом и самородным золотом, а затем петцитом с самородным золотом и, наконец, гесситом с самородным золотом. В этом направлении последовательно происходит «обогащение» минералов серебром: растёт его содержание и в теллуридах, и в самородном золоте.:106
Достаточно часто штютцит отмечается в серицит-карбонат-альбит-кварцевых метасоматитах и установлен большей частью в сростках с эмпресситом, где он обрамляет эмпрессит, но не в виде кайм, а блоков, грубых пластин. Значительно реже наблюдаются фрагменты зон внутри эмпресситовых разностей. Размеры зёрен штютцита небольшие, от 0,03 до 0,3 мм. В состав входят нередко входят изоморфные примеси Bi (0.93 мас.%) и S (0.07 мас.%):204-205
В других случаях штютцит может ассоциировать с теллуровисмутитом и волынскитом в виде сростков-ансамблей, где обрамляет их в виде кайм, состоящих из блоков и грубых пластин. Размеры ансамблей находятся в пределах 3–30 мкм.:70

## Месторождения
Типовым месторождением штютцита до сих пор считается румынский рудник Сакарамб (или Сэкэрымб, Săcărâmb), первый музейный образец из которого был описан Альбрехтом Шрауфом в 1878 году. Кроме того, штютцит зачастую обнаруживался в тех местах, где его первоначально определяли как эмпрессит. К числу таковых относятся Ред Клауд, Голд Хил, Калгурли и Ватукула. Находили штютцит также в рудниках Мей Дей, Голден Филс, Эмпресс Жозефин (Колорадо), Ред Клод Линдквист Лэйк, Байя де Ареш (Румыния).:75 В СССР штютцит долгое время известен не был.:52
Благодаря серьёзному совершенствованию аппаратной диагностической базы советской минералогии в 1970-х годах, штютцит обнаружился и на территории России (СССР). Первая находка произошла в 1980 году на территории Кочбулакского месторождения (Таджикская ССР). Затем последовали находки штютцита на полярном Урале, где он содержал меньше серебра, а вместо примеси мышьяка — висмут и сурьму. Спустя несколько лет штютцит был выявлен также на Лекынтальбейском молибденит-халькопиритовом месторождении в ассоциации с тетрадимитом.:113 В 1990-е года штютцит был обнаружен также и на севере европейской части России, в малосульфидных эпитермальных месторождениях Кольского полуострова.

## История штютцита в России
В 1950-1960-е годы в советской минералогии до публикации полностью посвящённой теллуридам монографии М. С. Безсмертной преобладало критическое отношение к штютциту и, как следствие, к оценке его нахождения на территории страны. Большей частью, этот минерал считался одной из форм более известных и «понятных» по структуре теллуридов серебра, прежде всего, таких как гессит, сильванит или эмпрессит. До 1980 года, когда штютцит был открыт на Кочбулакском месторождении, официально считалось, что на территории СССР он отсутствует или неизвестен.:52
Между тем, это утверждение не вполне соответствовало результатам исследований советских учёных. В середине 1960-х годов, почти буквально повторив историю своего первоначального открытия из старой музейной коллекции Венского Придворного минерального кабинета (ныне Музей естественной истории), «советский» петцит был обнаружен по результатам анализов среди образцов архивного собрания минералов института минералогии, геохимии и кристаллохимии редких элементов, поступивших в более раннее время с месторождения Гумешинское.:75
«Открытие» штютцита в прежних поступлениях минералов косвенным образом подтверждало выводы Русселя М. Хони, который утверждал, что прежние минералогические анализы грешат множественными неточностями, и к штютциту должны быть отнесены ошибочно определённые в качестве эмпрессита выделения теллуридов серебра из нескольких месторождений, расположенных по всему миру, прежде всего, Ред Клауд, Голд Хил, Калгурли и Ватукула. С другой стороны, факт обнаружения штютцита в коллекции ИМГРЭ, неоднократно опубликованный в середине-конце 1960-х годов,:75 так и остался незамеченным сначала до 1980 года, а затем и на следующее десятилетие. В точном подобии тому, как новый рудный минерал (будущий штютцит), описанный в 1878 году директором Минерального кабинета Альбрехтом Шрауфом, ждал своего официального утверждения почти три четверти века.